# Vișin

Vişin înflorit

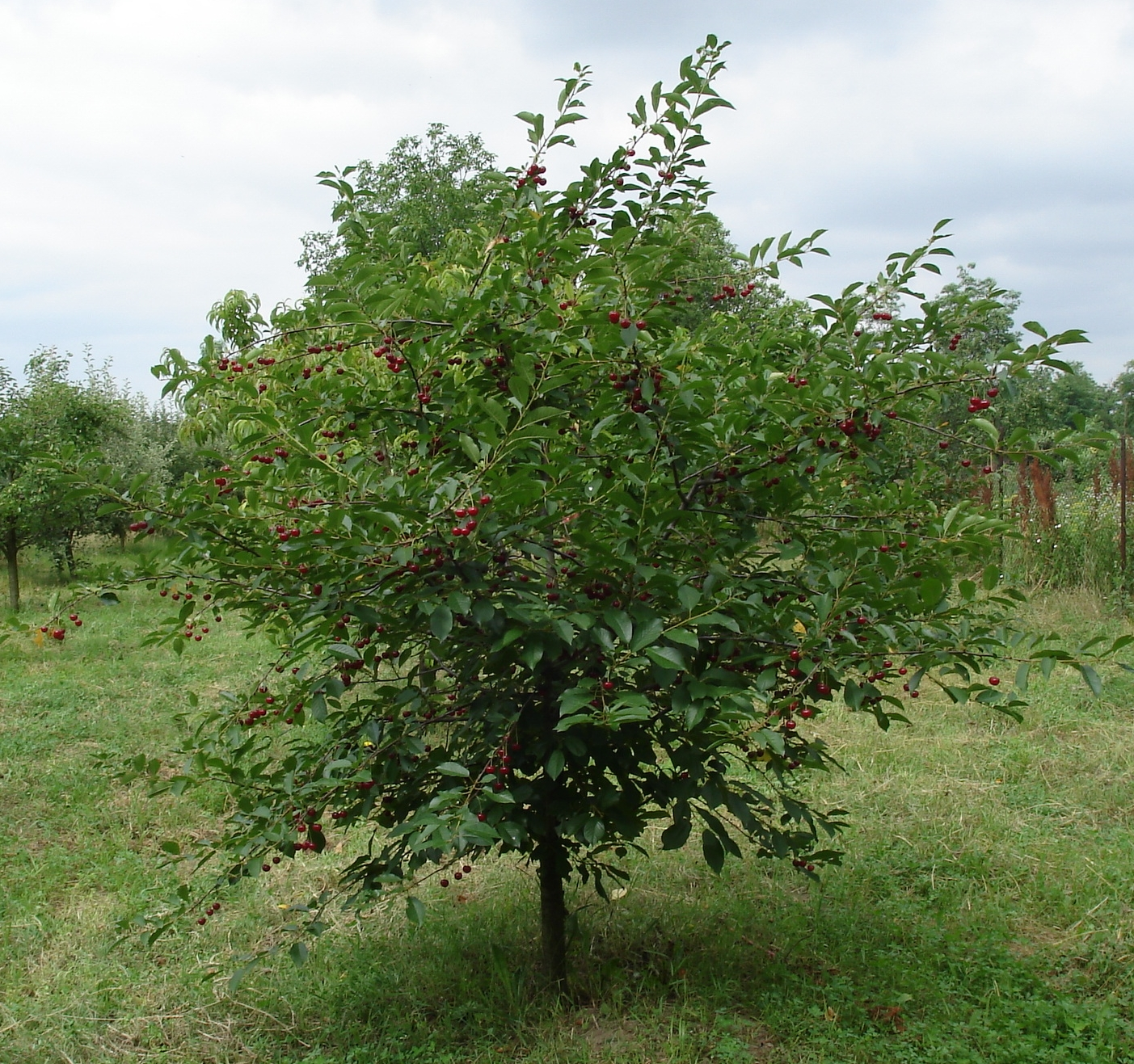
Acelaşi vişin pe rod

Vișin (Prunus cerasus) este un arbore fructifer din familia rozaceelor (Rosaceae), de talie mai mică decât cireșul, care poate ajunge până la o înălțime de 6 m.
Are frunze lucioase, dințate pe margine, cu flori albe, și este cultivat pentru fructele sale, denumite vișine, care sunt globuloase, de culoare roșie-purpurie, cu nuanțe spre negru, acre-dulci.
Vișinele conțin zaharuri, substanțe tanoide, proteine, pectine, acizi organici, săruri minerale și vitamine. Au efecte terapeutice, contribuind la întârzierea procesului de îmbătrânire prin îmbunătățirea compoziției chimice a sângelui. Mai participă și la ameliorarea sau chiar vindecarea bolilor renale, hepatice, diabetice, cardiovasculare și la atenuarea stresului psihic și anemiei.
Vișinul se dezvoltă normal în majoritatea tipurilor de sol, mai puțin în solurile compacte și reci sau în solurile bogate în săruri de sodiu, cel mai des fiind preferate solurile nisipoase.
Pentru ca polenizarea să se desfășoare normal, este necesar să se planteze cel puțin trei soiuri diferite de vișin în livadă. Vișinul intră pe rod la 2-3 ani de la plantare. Longevitatea plantațiilor de vișin este de 20-30 de ani și diferă în funcție de soi.
Cea mai veche mențiune scrisă despre vișin datează din anul 340 î.e.n., într-o lucrare a lui Aristotel, în care se descrie tehnica de înmulțire a acestuia.

## Soiuri de vișin
După origine soiurile de vișin se împart în: 
- soiuri care provin din vișin (Prunus cerasus) - au gustul specific acid - astringent;

- soiuri care provin din hibrizi de cireș (Prunus avium) cu vișin (Prunus cerasus) - au gustul specific dulce - acidulat - sublim astringent.

După luna de coacere, vișinele se împart în:
- Soiuri de vișin timpurii - cu maturarea în iunie [6]

- Soiul de vișin	Abundent de Erd
- Soiul de vișin	Crișana 2
- Soiul de vișin	Hibrid de Voluntari
- Soiul de vișin	llva
- Soiul de vișin	Jubileu de Erd
- Soiul de vișin	Kantor Janosi
- Soiul de vișin	Mari timpurii
- Soiul de vișin	Mocănești 16
- Soiul de vișin	Pandy
- Soiul de vișin	Precoce de Eard
- Soiul de vișin	Productiv de Debrecen
- Soiul de vișin	Rival
- Soiul de vișin	Spaniole
- Soiul de vișin	Stelar
- Soiul de vișin	Țarina
- Soiul de vișin	Timpurie Engleză
- Soiul de vișin	Timpurii de Pitești
- Soiul de vișin	Timpurii de Cluj
- Soiul de vișin	Timpurii de Târgu Jiu
- Soiul de vișin	Turcești

- Soiuri de vișin cu maturarea în iulie [7]

- Soiul de vișin Dropia
- Soiul de vișin Josika Gabor
- Soiul de vișin Meteor
- Soiul de vișin Nana
- Soiul de vișin Oblacinska
- Soiul de vișin Pitic
- Soiul de vișin Schattenmorelle
- Soiul de vișin Ujfehertoi furtos
- Soiul de vișin Vrâncean

## Ceai din vișin
Codițele fructelor de vișin conțin săruri de potasiu, derivați flavonici și tanin de natură catehică. Aceste substanțe sunt folosite în ceaiuri diuretice, sub formă de infuzie. Datorită taninului, ceaiul de codițe de vișine are și proprietăți astringente, folosindu-se și în caz de diaree.
Și frunzele de vișin se folosesc, sub formă de decoct, prin fierbere timp de 15 minute, pentru un ceai diuretic, dar, datorită iodului și potasiului, ceaiul se folosește și în tratarea afecțiunilor cardiace și a diareii. 
Ceaiul din coajă de crenguțe de vișin este folositor în tratamentul cistitei.

## Galerie imagini

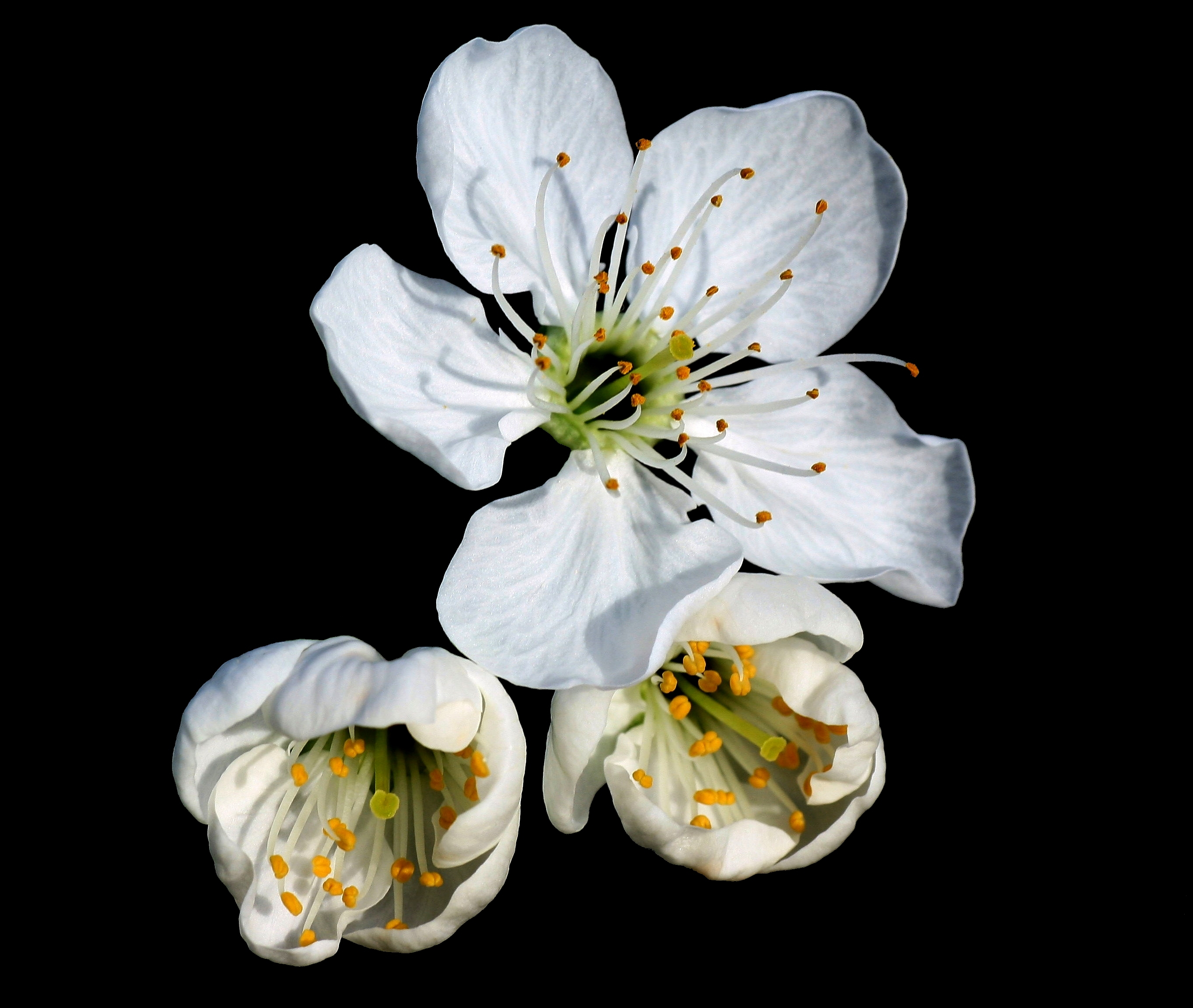
Flori de vişin
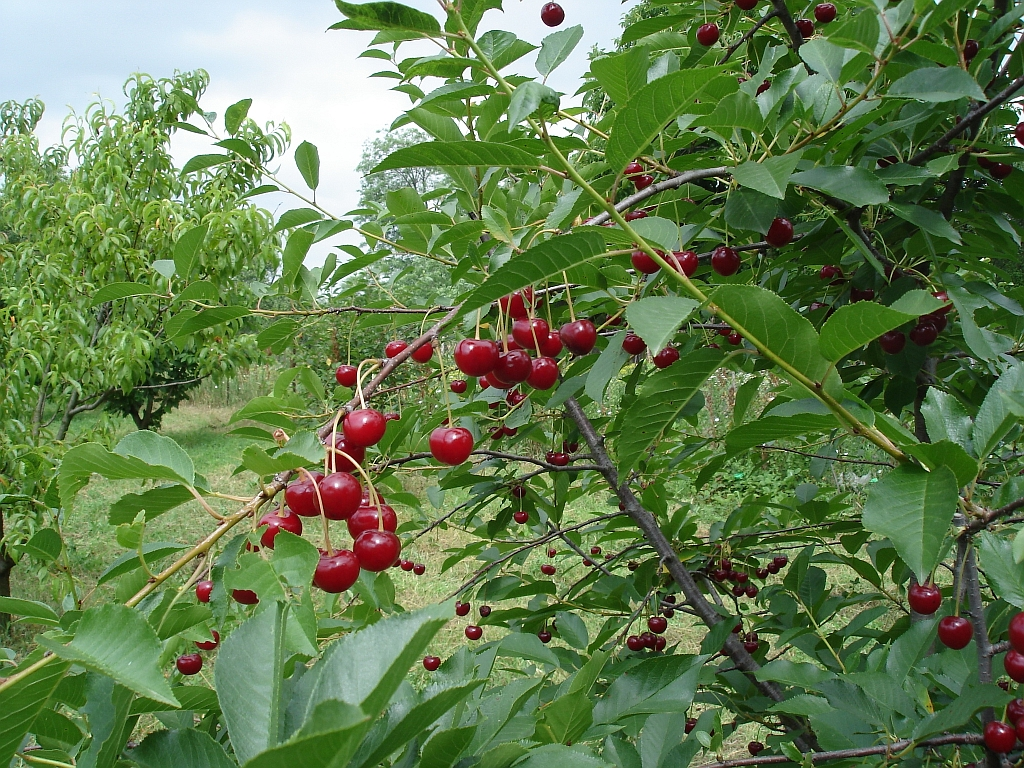
Vişine coapte, gata de cules
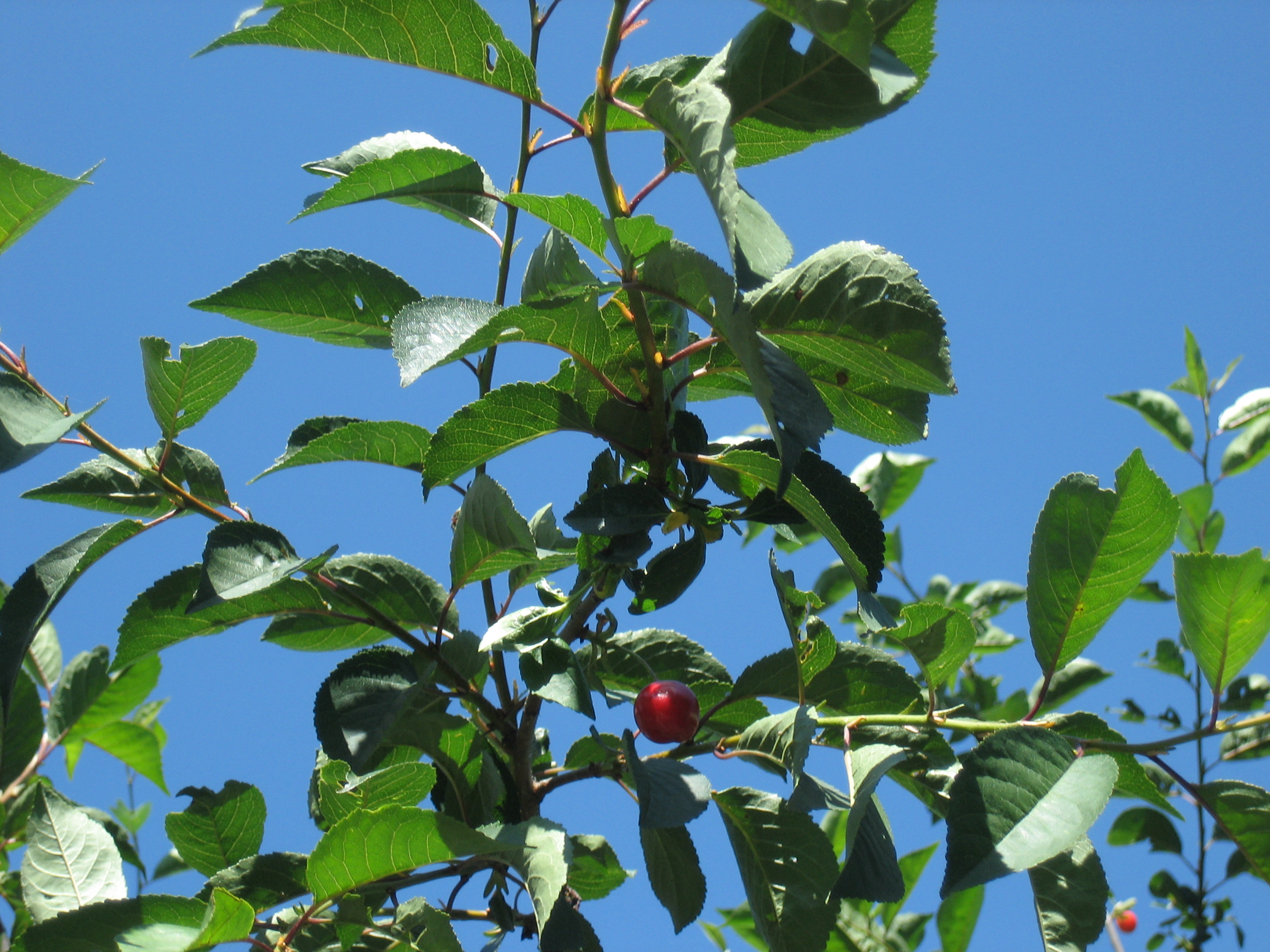
Frunze de vişin
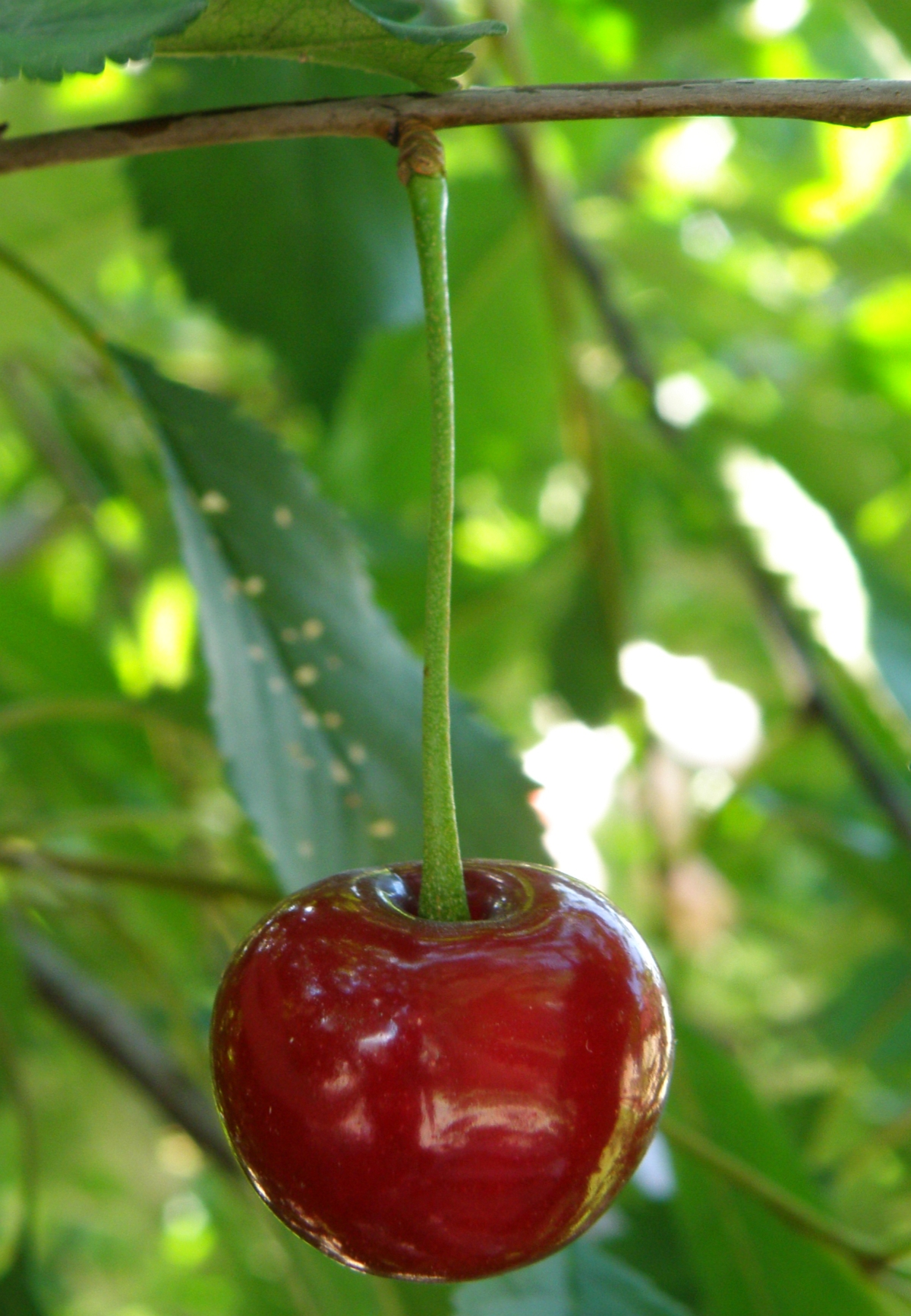
Vişină